# Ministero della salute (Romania)
Il Ministero della salute  (in romeno Ministerul Sănătăţii) è un dicastero del governo rumeno.
L'attuale ministro è Alexandru Rafila, dal 25 novembre 2021.

## Organizzazione
Unità subordinate al Ministero della salute pubblica:
- Agenzia nazionale dei medicinali di Bucarest (ANM)
- Centro nazionale per lo sviluppo professionale di Bucarest
- Società Nazionale Unifarma S.A. Bucarest
- Società Commerciale Sanevit 2003 S.A. Bucarest
- Scuola nazionale della sanità pubblica e della gestione sanitaria di Bucarest (SNSPMS)
- Ufficio tecnico per i dispositivi medici di Bucarest (OTDM)

## Riforme
Il 12 marzo 2013, il ministro della salute ha annunciato l'abolizione delle  case di assicurazione sanitaria e dei dipartimenti di sanità pubblica.